# Tâm lý bầy đàn
Tâm lý bầy đàn hay tâm lý đám đông là sự mô tả cách một số người bị ảnh hưởng bởi những người thân cận của họ thông qua những hành vi nhất định, theo xu hướng, và/hoặc theo những điểm tựa. Các nhà tâm lý học xã hội nghiên cứu những chủ đề liên quan như trí thông minh theo nhóm, trí tuệ đám đông, và ra quyết định phân cấp.

## Định nghĩa
Tâm lý bầy đàn là từ ghép giữa từ "bầy đàn" có nghĩa là một "nhóm động vật" và từ "tâm lý" ngụ ý một hoàn cảnh nhất định của suy nghĩ.
Tâm lý bầy đàn khác với hành vi bầy đàn, vì hành vi bầy đàn chỉ dùng cho những nhóm động vật, trong khi đó "tâm lý" là một thứ đặc trưng riêng của loài người. Tâm lý bầy đàn là một phản ứng tâm lý gây ra bởi phản ứng sợ hãi áp lực lên tâm lý cá nhân làm xuất phát ra hành động để tránh cảm giác "bị loại ra khỏi nhóm". Tâm lý bầy đàn đôi khi cũng được gọi là tâm lý đám đông.

## Lịch sử

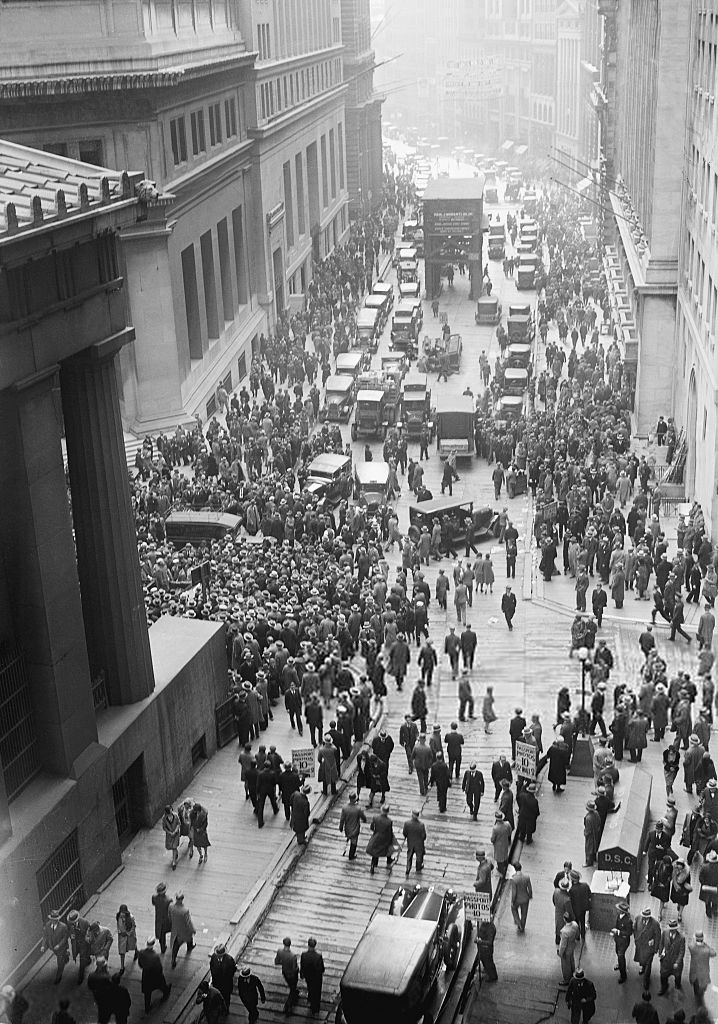
Đám đông tụ tập ở Wall Street sau khi vụ sụp đổ thị trường cổ phiếu năm 1929

Tâm lý bầy đàn và hành vi bầy đàn đã được sử dụng để mô tả hành vi con người từ khi loài người bắt đầu hình thành các bộ lạc, di trú theo nhóm, và cùng nhau trồng trọt hay buôn bán. Ý tưởng về một "suy nghĩ theo nhóm" hoặc "hành vi đám đông" lần đầu tiên được nhà tâm lý học xã hội Pháp Gabriel Tarde và Gustave Le Bon đưa ra vào thế kỷ 19. Hành vi bầy đàn trong xã hội loài người cũng đã được nghiên cứu bởi Sigmund Freud và Wilfred Trotter, người đã viết cuốn sách Bản năng bầy đàn trong thời bình và thời chiến (Herd Instincts in Peace and War) là một tác phẩm kinh điển trong lĩnh vực tâm lý xã hội. Cuốn sách Lý thuyết về tầng lớp mới giàu (Theory of the Leisure Class) của nhà xã hội học và kinh tế học Thorstein Veblen minh họa cách một cá thể bắt chước các thành viên của những nhóm có địa vị xã hội cao hơn mình trong hành vi tiêu dùng của họ. Gần đây, Malcolm Gladwell trong tác phẩm The Tipping Point, xem xét bằng cách nào mà các yếu tố về văn hóa, xã hội và kinh tế hội tụ để tạo ra các xu hướng trong hành vi người tiêu dùng. Trong năm 2004, nhà bình luận tài chính của tờ The New Yorker, James Suroweicki đã xuất bản tác phẩm Trí tuệ đám đông (The Wisdom of Crowds).
Ở thế kỷ 21, các ngành như tiếp thị và tài chính học hành vi đã nỗ lực để nhận dạng và dự đoán các hành vi hợp lý và bất hợp lý của các nhà đầu tư. Bị chi phối bởi các phản ứng cảm xúc như lòng tham và sợ hãi, các nhà đầu tư có thể tham gia mua và bán cổ phiếu một cách điên cuồng, tạo ra những bong bóng kinh tế và làm sụp đổ thị trường chứng khoán. Tâm lý bầy đàn xuất hiện ở hầu hết các thị trường mới nổi thậm chí ngay cả ở các thị trường phát triển thì vẫn có những giai đoạn tồn tại tâm lý bầy đàn. Lịch sử kinh tế thế giới đã chứng kiến nhiều vụ nổ bong bóng và khủng hoảng như bong bóng hoa tulip (1634-1637), bong bóng South Sea -Anh (1711-1720), khủng hoảng bất động sản Florida- Mỹ (1920-1922), đại suy thoái thế giới 1929, khủng hoảng 1987, Khủng hoảng tài chính châu Á 1997, khủng hoảng dotcom, tất cả đều do tâm lý bầy đàn gây nên.

## Nghiên cứu

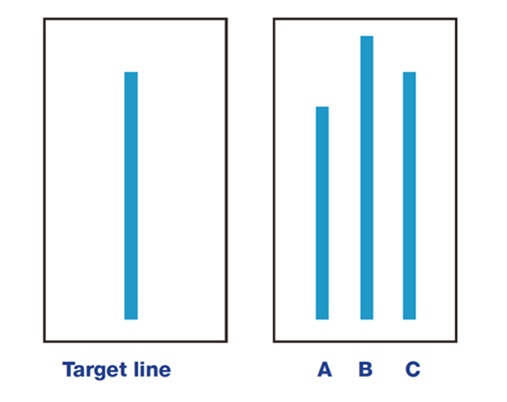
Những người tham gia phải nói rõ dòng nào (A, B hoặc C) giống nhất với dòng mục tiêu.

Các thí nghiệm về sự tuân theo của Asch (1951) liên quan đến một loạt các nghiên cứu do Nhà tâm lý học người Mỹ Solomon Asch chỉ đạo nhằm đo lường tác động của niềm tin và quan điểm của nhóm đa số đối với cá nhân. 50 nam sinh từ Đại học Swarthmore tham gia bài kiểm tra thị lực với nhiệm vụ phán đoán đường thẳng. Một người tham gia sẽ được đưa vào một căn phòng với bảy diễn viên, những người tuân theo sự chỉ đạo của nhóm nghiên cứu. Người tham gia không hề biết đến điều này và hiểu rằng các diễn viên cũng là những người tham gia. Có một nhóm đối chứng không có diễn viên. Trong nhóm thí nghiệm, các diễn viên cố tình đưa ra câu trả lời sai trong 12 lần thử. Người tham gia thường đồng ý với cả nhóm và cũng nói câu trả lời sai. Qua tổng số 18 thử nghiệm, Asch (1951) nhận thấy rằng một phần ba (33%) người tham gia đã chấp nhận đi theo đám đông với đa số mặc dù có nhận định sai rõ ràng, với 75% người tham gia trong 12 thử nghiệm. Ít hơn 1% người tham gia trả lời sai khi không có diễn viên.
Các nhà nghiên cứu tại Đại học Leeds đã thực hiện một thí nghiệm nhóm trong đó các tình nguyện viên được yêu cầu đi bộ ngẫu nhiên xung quanh một hội trường lớn mà không nói chuyện với nhau. Một số ít người được hướng dẫn chi tiết hơn về hành trình đi bộ. Các nhà khoa học phát hiện ra rằng mọi người sẽ mù quáng đi theo một hoặc hai người được chỉ dẫn, những người có vẻ như biết họ đang đi đâu. Kết quả của thí nghiệm này cho thấy chỉ cần 5% những người tự tin nhìn và hướng dẫn mọi người có thể ảnh hưởng đến hướng đi của 95% người khác trong đám đông, và 200 tình nguyện viên đã làm điều này mà không hề nhận ra.
Các nhà nghiên cứu từ Đại học Hebrew, NYU và MIT đã khám phá tâm lý bầy đàn trong không gian trực tuyến, cụ thể là trong bối cảnh "ý kiến tổng hợp, được số hóa". Các bình luận trực tuyến được phép đưa ra biểu quyết tích cực hoặc tiêu cực ban đầu (tương tự như biểu quyết thích hoặc không thích) trên một trang web không được tiết lộ. Các ý kiến của nhóm đối chứng được tách riêng. Các nhà nghiên cứu phát hiện ra rằng "người đầu tiên đọc nhận xét được biểu quyết tích cực giả có khả năng bỏ phiếu cao hơn 32%". Trong năm tháng, các nhận xét được biểu quyết tích cực giả có điểm trung bình cao hơn 25% so với nhóm đối chứng, kết quả biểu quyết tiêu cực ban đầu không có ý nghĩa thống kê so với nhóm đối chứng. Các nhà nghiên cứu phát hiện ra rằng "các xếp hạng trước đây tạo ra sự thiên vị đáng kể trong hành vi xếp hạng cá nhân, và các ảnh hưởng xã hội tích cực và tiêu cực tạo ra hiệu ứng phân nhóm bất đối xứng".
"Đó là một sự thay đổi đáng kể", Tiến sĩ Aral, một trong những nhà nghiên cứu tham gia vào cuộc thử nghiệm, nói. "Chúng tôi đã thấy cách những tín hiệu rất nhỏ về ảnh hưởng xã hội này trở thành những hành vi như chăn gia súc." 

## Thực tế xã hội ngày nay
Trong một số tình huống, áp dụng tâm lý đám đông sẽ là một chiến lược sinh tồn có lợi, tuy nhiên tâm lý đám đông chưa được điều chỉnh cho phù hợp với bối cảnh xã hội hiện đại và có thể dẫn đến hậu quả tiêu cực.
Quá trình giao dịch trên thị trường kinh tế thường bị chi phối rất lớn bởi tâm lý đám đông. Trong khoảng thời gian thị trường bất ổn, những đáp ứng sợ hãi sẽ dẫn dắt các nhà đầu tư bắt chước những nhà đầu tư khác mà không kiểm chứng hay phân tích những lợi ích và rủi ro cho những hành động của mình. Nhà Kinh tế học Keynes đã chỉ ra, "người xưa dạy rằng tốt hơn hết, hãy thất bại theo cách thông thường còn hơn là thành công theo cách không bình thường". Việc chạy theo ngoại hối và bong bóng thị trường chứng khoán chính là do tâm lý bầy đàn. Vào những thời điểm khác, các cá nhân được hưởng lợi từ "chuỗi thông tin" bằng cách tập hợp lại thông tin không đầy đủ về thị trường. Tuy nhiên, nếu ra quyết định tùy tiện trên thị trường tài chính dựa trên sự tập hợp thông tin như vậy có thể tạo nên bất ổn trên quy mô lớn.
Tâm lý đám đông có thể được dùng làm công cụ hữu ích trong tiếp thị, vì các nghiên cứu đã chỉ ra rằng người mua sắm có xu hướng mua sản phẩm nhiều hơn khi thái độ của họ được người khác ảnh hưởng và tâm lý đám đông sẽ rõ ràng hơn khi quy mô đám đông tăng lên.
Tâm lý đám đông cũng có thể tạo nên những luồng sóng dư luận tiêu cực và dẫn đến sự phân cực của xã hội. Khi con người không có sự phản biện thông tin hoặc bày tỏ quan điểm cá nhân, thì môi trường mạng xã hội sẽ là môi trường "phòng vọng", nơi mà mọi người chỉ tiếp cận thông tin một chiều, và thông tin đó ngày càng được củng cố bởi tác giả đưa tin. Khi các thành viên của một nhóm có chung quan điểm, điều này sẽ khuếch đại niềm tin chung của nhóm và có thể dẫn đến việc gạt bỏ quan điểm của nhóm thiểu số, khiến các thành viên trong nhóm có khả năng ưu tiên sự đồng thuận hơn là đưa ra quyết định hợp lý (được gọi là "suy nghĩ theo nhóm").